# Bashaw (Wisconsin)
Bashaw – miasto w Stanach Zjednoczonych, w stanie Wisconsin, w hrabstwie Washburn.